# Sturmpanzer IV
Sturmpanzer IV — средняя по массе немецкая самоходно-артиллерийская установка (САУ) класса штурмовых орудий времён Второй мировой войны на базе среднего танка Panzer IV. Использовалась в сражениях под Курском, в Анцио, Нормандии, и помогала при подавлении восстания в Варшаве. Серийно выпускалась с апреля 1943 года, до капитуляции Германии было выпущено 302 экземпляра. Они были распределены по четырём отдельным батальонам штурмовых танков.
Официальное немецкое название — Sturmpanzer IV (Штурмпанцер IV). По ведомственному рубрикатору министерства вооружений нацистской Германии самоходка обозначалась как Sd.Kfz. 166.
Встречается название Sturmpanzer 43, где цифры означают начало выпуска машины, 1943 год. Немецкие солдаты между собой называли машину просто «Штупа» (StuPa) — сокращение от официального Sturmpanzer. Но более известно прозвище «Brummbär» (с нем. — «ворчун», транслитерируется как «Бруммбэр»), данное разведкой союзников, которое не использовалось самими немцами. В советских документах того времени эта САУ обозначалась как «Медведь».

## Разработка

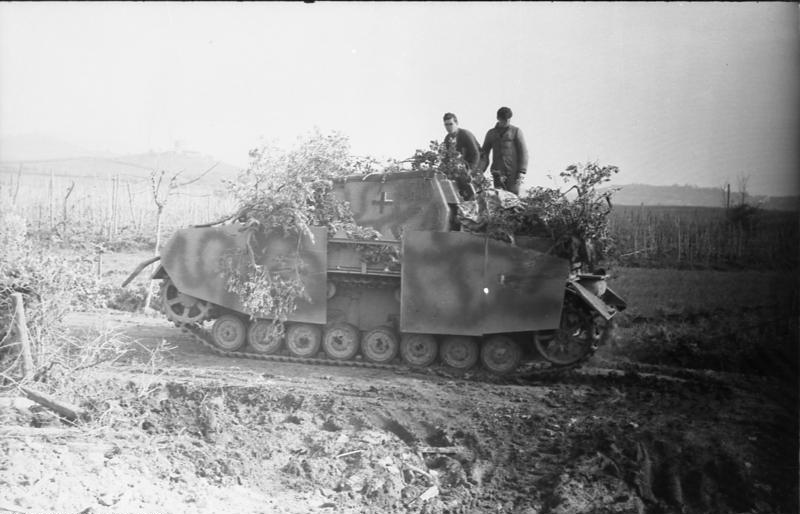
Sturmpanzer в районе Анцио-Неттуно в Италии, март 1944

Sturmpanzer был развитием танка Panzer IV и предназначался для непосредственной поддержки пехоты огнём, особенно в городских районах. В качестве базы использовалось шасси Panzer IV с верхней частью корпуса, башня же была заменена новой бронированной закрытой надстройкой — рубкой. Новым орудием стало 150-мм (5,9 дюйма) Sturmhaubitze (StuH) 43 L/12, разработанное Škoda. Оно стреляло теми же снарядами, что и тяжёлое пехотное орудие 15 cm sIG 33. Возимый боекомплект составлял 38 выстрелов раздельно-гильзового заряжания. Для прицеливания использовался оптический прицел Sfl.Zf. 1a. Из-за общего веса снаряда и гильзы работа заряжающего была трудной, особенно если орудие было возведено на высокий угол стрельбы (38 кг осколочно-фугасный снаряд и 8 кг гильза).
Возимый пулемёт MG 34 может быть закреплён в открытой створке люка заряжающего, подобно расположению на StuG III Ausf. G. Ранние машины имели пистолет-пулемёт MP 40, которым можно стрелять через пистолетные порты в рубке.
В ранних машинах водитель смотрел через смотровой прибор-щель Fahrersehklappe 80 (аналог на «Тигре»), расположенный в надстройке, выступающей вперёд из наклонённой лобовой бронеплиты рубки. Боевое отделение машин первой серии вентилировалось (плохо) сквозняком, выходившем в задней части рубки через две бронированных крышки. Боковые 5-мм экраны устанавливались на всех экземплярах, начиная со второй серии появились экраны нового дизайна.
Ранние штурмпанцеры были слишком тяжёлыми для исходного шасси, что приводило к частым поломкам подвески и трансмиссии. На второй серии с некоторым успехом были предприняты попытки для улучшения ситуации.
В октябре 1943 было решено, что орудие StuH 43 необходимо переработать, чтобы уменьшить его вес. Новая версия, получившая обозначение StuH 43/1, стала легче примерно на 800 килограммов, чем StuH 43. Вес сократился частично за счёт уменьшения брони на креплении орудия. Это орудие устанавливалось начиная с третьей серии.
На все машины до сентября 1944 года наносилось циммеритовое покрытие.
Это была единственная машина Второй мировой, которая оказалась близка по характеристикам к советской самоходке СУ-152.

### Производство
|       | 1     | 2     | 3     | 4     | 5     | 6     | 7     | 8     | 9     | 10    | 11    | 12    | Всего |
| ----- | ----- | ----- | ----- | ----- | ----- | ----- | ----- | ----- | ----- | ----- | ----- | ----- | ----- |
| 1943  |       |       |       | 20    | 40    |       |       |       |       |       |       | 10    | 70    |
| 1944  | 20    | 15    | 16    | 12    | 3     | 40    | 30    | 20    | 19    | 14    | 3     | 23    | 215   |
| 1945  |       | 14    | 3     |       |       |       |       |       |       |       |       |       | 17    |
| Всего | Всего | Всего | Всего | Всего | Всего | Всего | Всего | Всего | Всего | Всего | Всего | Всего | 302   |

## Производственные серии

### Первая
Производство первой серии в количестве 60 штук началось в апреле 1943 года. Для их изготовления использовались ремонтные шасси. 
Сохранившиеся машины, около половины, начиная с декабря 1943 года были перестроены, в основном до стандартов второй серии.

### Вторая
Перезапущенное в декабре 1943 года производство продолжалось по январь 1944, 20 экземпляров построили на ремонтных шасси. После боевого крещения на Курской дуге обнаружилось, что место водителя было слишком слабо защищено, и оно было усилено. Люк наводчика был удалён, а для облегчения работы экипажа был установлен вентилятор. Увеличилось количество возимых запасных катков из-за поломок вследствие перегруженности машины. Машины покрывались циммеритом.

### Третья
Производство третьей серии продолжалось с января по июнь 1944 года с некоторыми изменениями конструкции второй серии. Шасси использовались новые Ausf. H. Fahrersehklappe 80 был заменён перископом, использовалось облегчённое орудие StuH 43/1. Машины покрывались циммеритом. Выпущено 60 экземпляров.

### Четвёртая
Рубка была переработана в начале 1944 года для четвёртой серии, которая использовала шасси и двигатель HL120TRM112 от Ausf. J. Штурмпанцеры этой серии выпускались с июня 1944 года по март 1945. Шасси изготавливались на Nibelungenwerke. Всего собрали 162 машины. Орудие получило новый кожух, а рубка стала ниже. В лобовой части рубки в шаровой установке был установлен пулемёт MG 34 (боекомплект 600 патронов). Было доработано место командира установкой башенки от Sturmgeschütz III Ausf. G, на башенке мог монтироваться пулемёт для противовоздушной обороны. Из-за поломок подвески устанавливались не обрезиненные опорные катки для снижения нагрузки на подвеску, что было частым явлением. Машины покрывались циммеритом до сентября 1944.

## История боевого пути

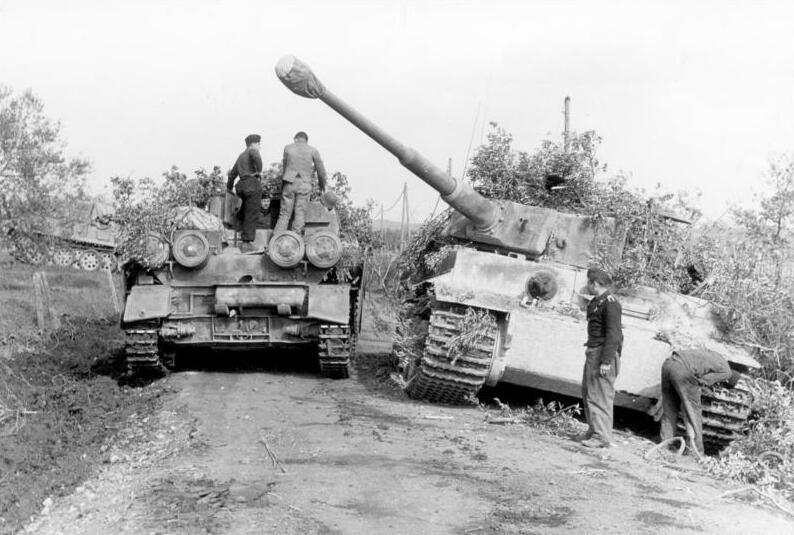
Sturmpanzer из 216-го батальона проезжает мимо «Тигра», Италия, март 1944

### Sturmpanzer-Abteilung 216
Первым подразделением, получившим Sturmpanzer для боёв, был 216-й батальон штурмовых танков. Он был сформирован в конце апреля 1943 года и перемещён в начале мая в Амьен для освоения новых штурмовых орудий. Он был организован в 3 линейных роты, каждый по 14 машин, и штаб батальона с 3 машинами. Батальон прибыл в Центральную Россию 10 июня 1943 для подготовки к операции «Цитадель» — атаке Германии на Курской дуге. Для этого выступления 216-й батальон был временно назначен как третий батальон schweres Panzerjäger Regiment 656 (656-й тяжёлый противотанковый полк) под командованием 9-й армии из группы армий «Центр».
Батальон оставался в районе Орла и Брянска, до его перемещения в окрестности Днепропетровска и Запорожья в конце августа. САУ были отремонтированы и оставались там до тех пор, пока Запорожский плацдарм не был брошен 15 октября. Батальон отступил в Никополь, где он помог защитить немецкое выступление, пока не был отозван в Германию в конце декабря.
Высадка союзников в Анцио 22 января 1944 вынудила батальон, полностью независимо, переместиться в начале февраля с 28 машинами для участия в запланированной контратаке против берегового плацдарма союзников, Unternehmen Fischfang (операция «Рыбалка»). Это была ошибка в задачах, но батальон остался в Италии до конца войны. Батальон имел ещё 42 машины в наличии, когда союзники начали свою Северо-Итальянскую операцию в апреле 1945 года. Но к капитуляции Германии все экземпляры были взорваны, чтобы предотвратить захват, или потеряны во время отступления.

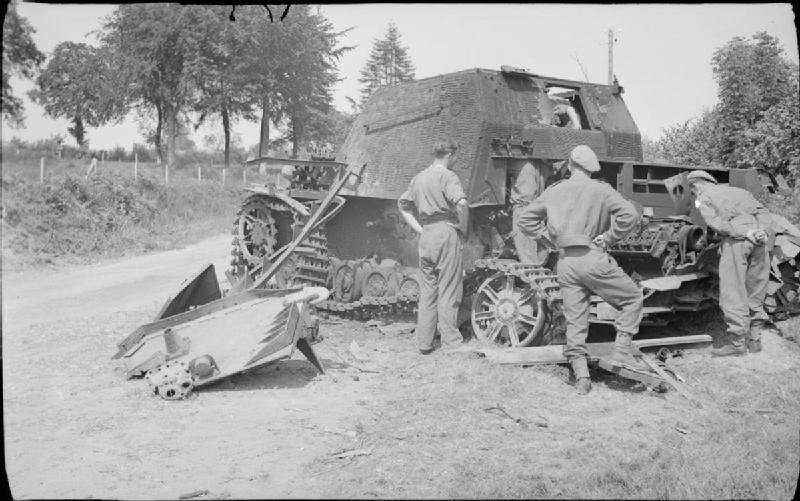
Уничтоженная машина 217-го батальона, Нормандия, 1944

### Sturmpanzer-Abteilung 217
217-й батальон штурмовых танков был сформирован 20 апреля 1944 года на полигоне в Графенвёре из солдат Panzer-Kompanie 40 и Panzer-Ersatz Abteilung 18. Батальон был сформирован, не имея каких-либо боевых бронированных машин, поставка 19 штурмпанцеров произошла лишь в конце мая. В середине июля батальон отправился на Нормандский фронт. Но пришлось выгрузиться в Конде-сюр-Нуаро, около 170 км до линии фронта, потому что союзники сильно повредили железнодорожную сеть Франции. Много машин батальона вышло из строя во время марша до линии фронта. Первое упоминание о участии штурмпанцера в боях датировано 7 августа возле Кана. На 19 августа, батальон имел 17 исправных машин и ещё 14 в обслуживании. Большая часть батальона не попала в ловушку в Фалезском мешке и сумела отступить к северо-востоку. Батальон имел только 22 машины в октябре, которые были разделены между 1-й и 2-й ротой; лишние экипажи были отправлены в Panzer-Ersatz Abteilung 18. Далее штурмпанцеры участвовали в Арденнской операции, продвинувшись только до Сен-Вита. Батальон постоянно отступал до конца войны и был захвачен в Рурском мешке в апреле 1945 года.

### Sturmpanzer-Kompanie z.b.V. 218
Sturmpanzer-Kompanie z.b.V. 218 (218-я рота штурмовых танков особого назначения) был создан в августе 1944 года. Он направился в Варшаву, где был прикреплён к Panzer Abteilung (Fkl) 302. Рота осталась на Восточном фронте после подавления Варшавского восстания, и в конце концов уничтожена в Восточной Пруссии в апреле 1945 года. Рота должна была, предположительно, поставить личный состав для Sturmpanzer-Abteilung 218 в январе 1945 года, но она никогда не покидала линию фронта, чтобы сделать это.
Sturmpanzer-Kompanie z.b.V. 2./218 (2./218 рота штурмовых танков особого назначения) создан одновременно с Sturmpanzer-Kompanie z.b.V. 218, но был переброшен в район Парижа 20 августа. Ничего не известно о его службе во Франции, но личный состав роты был отправлен в Panzer-Ersatz Abteilung 18 в конце года и, как предполагается, использован при формировании Sturmpanzer-Abteilung 218.
Sturmpanzer-Abteilung 218 (218-й батальон штурмовых танков) было приказано сформировать 6 января 1945 года, с тремя ротами в общей сложности 45 Sturmpanzer IV, но вместо этого получил штурмовые орудия Sturmgeschütz III в течение февраля.

### Sturmpanzer-Abteilung 219
219-й батальон штурмовых танков изначально формировался из Sturmgeschütz-Brigade 914, но был изменён на Sturmgeschütz-Brigade 237 в сентябре 1944 года. В середине сентября 1944 года бригада переведена на полигон в Döllersheim для реорганизации и перевооружения. Батальон получил только десять штурмпанцеров, когда был поднят по тревоге 15 октября для участия в Unternehmen Eisenfaust (операция «Железный кулак»), немецкий государственный переворот для предотвращения попытки Венгрии сдаться союзникам. Все машины были переданы для первой роты и отправились в Будапешт на следующий день. Из-за повреждения железной дороги бомбардировками прибытие задерживалось до 19 октября, к этому времени батальон больше не нужен был, так как было установлено прогерманское правительство. Батальон по железной дороге был переброшен до Санкт-Мартина в Словакию для дополнительной подготовки. Батальон был переведён в окрестности Секешфехервара, чтобы вызволить немецкие войска в Будапеште. Он оставался в окрестностях Будапешта до вынужденного отступления из-за продвижения советских войск.

## Сохранившиеся экземпляры

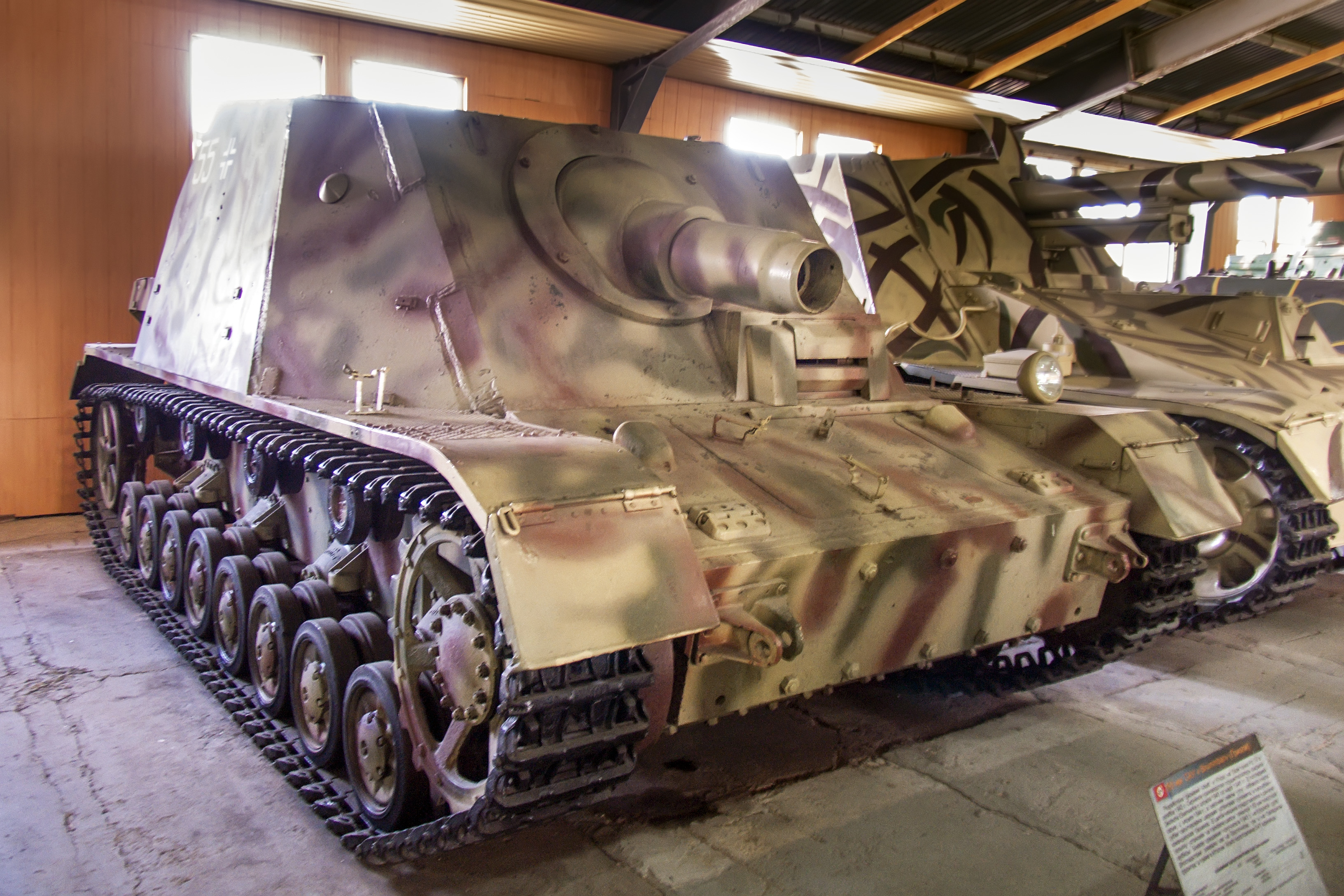
Sturmpanzer IV в Бронетанковом музее в Кубинке

По состоянию на 2015 год, в музеях сохранилось четыре экземпляра «Brummbär»:
- Россия — Бронетанковый музей в Кубинке, машина первой серии, воевавшая в составе 216-го батальона штурмовых танков, имела тактический номер 38.
- США — экземпляр третьей серии в экспозиции U.S. Army Field Artillery Museum (штат Оклахома). До ноября 2012 находился в коллекции музея Абердинского полигона[12].
- Франция — Танковый музей в Сомюре, штурмпанцер четвёртой серии, единственный экземпляр с сохранившимся циммеритом.
- Германия — «Бруммбер» в танковом музее в Мунстере, также четвёртая серия, машина находилась в плачевном состоянии, прошла реставрацию в начале 1990-х годов[13], в связи с этим имеет много неоригинальных деталей.

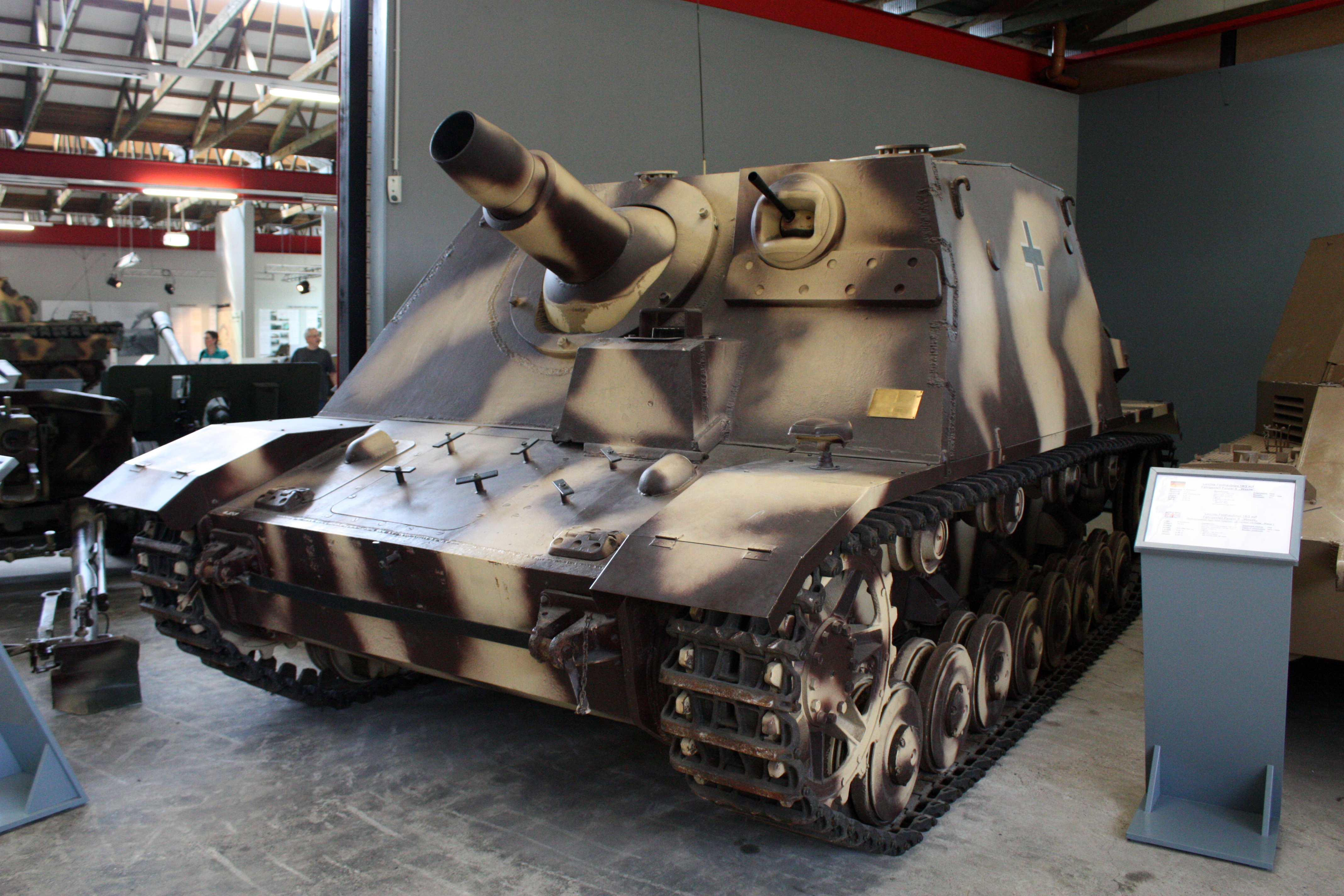
Brummbär поздней серии в музее Мунстера